# Castell de Sant Cebrià
El Castell de Sant Cebrià era un castell medieval d'estil romànic del segle xii situat en el turó en els vessants del qual es dreça actualment el poble de Sant Cebrià de Rosselló, a la comarca del Rosselló (Catalunya Nord).
Als segles xi i xii una família cognominada Sant Cebrià tenia el domini d'aquest castell i lloc. Berenguer de Sant Cebrià o Arnau Ponç de Sant Cebrià consten, per exemple, en diferents documents del segle xii. A partir del 1187 el castell i el lloc passen, per compra, a l'església d'Elna.
Actualment només subsisteix del castell una torre cilíndrica, coneguda com a torre de l'hospital.